# Grenzmuseum Sorge

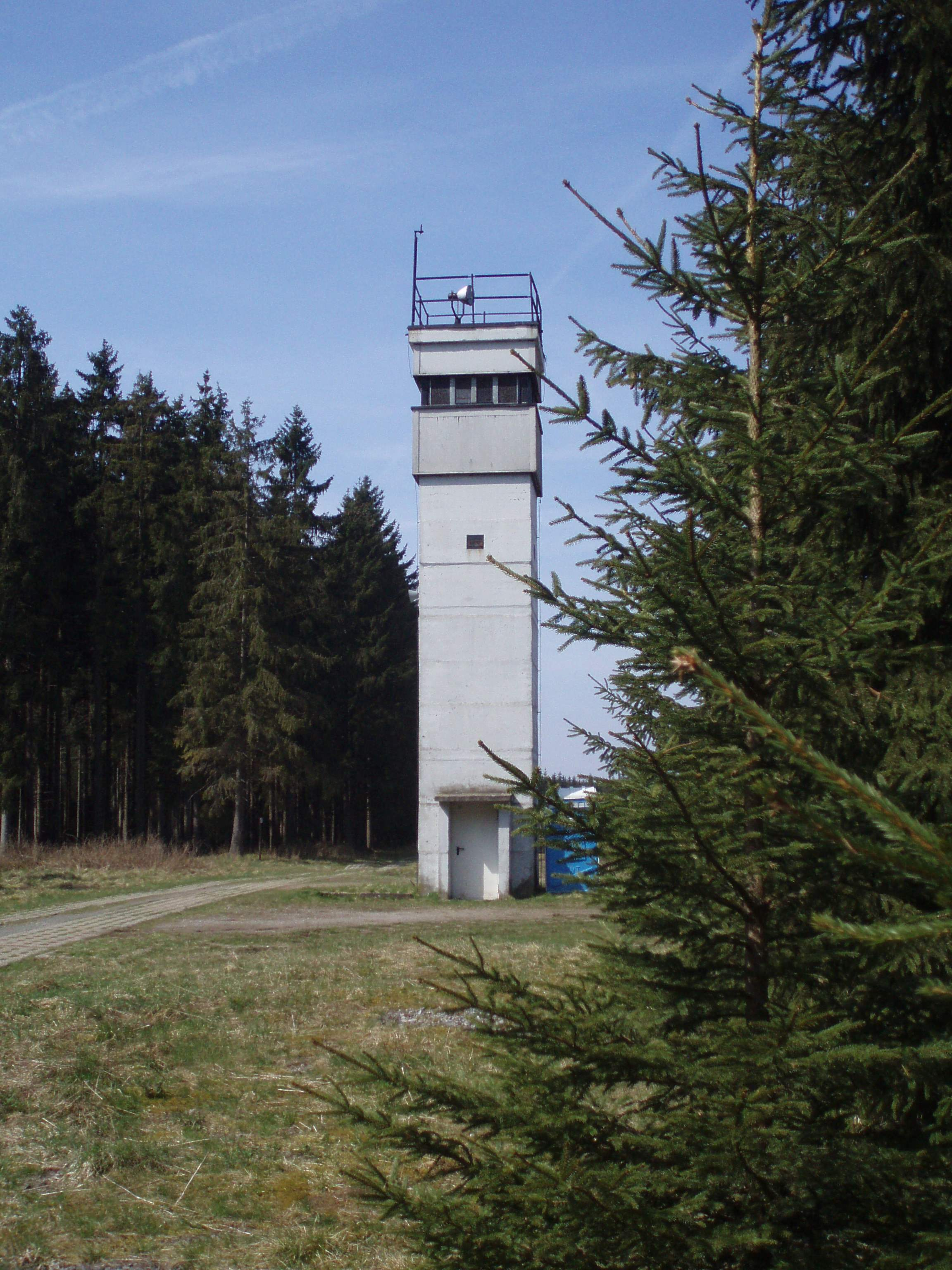
Beobachtungsturm bei Sorge

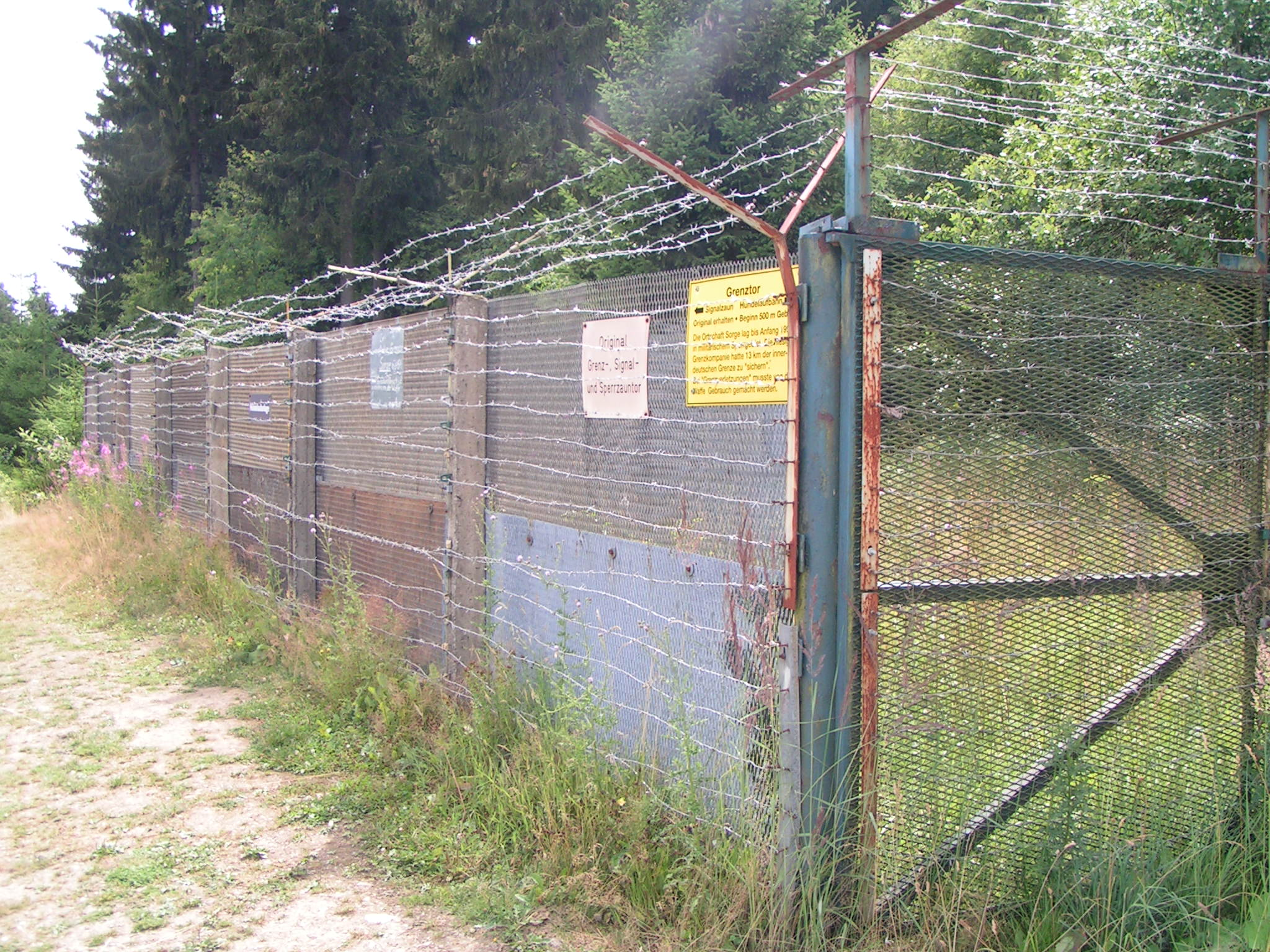
Grenzsignalzaun

Das Grenzmuseum Sorge (ca. 540 m ü. NHN) ist ein öffentlich und ohne Eintritt zugängliches Freilandmuseum bei Sorge im Harz. Es befindet sich unmittelbar an der früheren innerdeutschen Grenze südöstlich von Braunlage und soll an die Teilung Deutschlands in die Deutsche Demokratische Republik und Bundesrepublik Deutschland erinnern. Das Areal ist auf den Hinweisschildern im öffentlichen Straßenverkehr als Grenzlandschaft Sorge aufgeführt.
Im Grenzmuseum sind original erhaltene Grenzanlagen der DDR zu besichtigen, darunter ein Stück Grenzzaun, die Hundelaufanlage, Teile des Signalzaunes und des Kolonnenweges aus Betonplatten, ein Beobachtungsturm und eine DDR-Grenzsäule. Der Beobachtungsturm wurde in den Jahren 2019/2020 saniert und ist zu bestimmten Anlässen und im Rahmen von Führungen begehbar.
Direkt an der Landesgrenze zwischen Sachsen-Anhalt und Niedersachsen befindet sich der Ring der Erinnerung, der vom Umwelt- und Landschaftskünstler Herman Prigann in den 1990er Jahren geschaffen worden ist. Aus abgestorbenem Holz hat der Künstler dort nach dem Vorbild eines Hexenkreises einen großen Ring geschaffen, in dem sich wie in einer Benjeshecke viele Vögel aufhalten.
Folgt man weiter dem Kolonnenweg, so stößt man in Höhe der Ortschaft Hohegeiß, nur wenige Meter vom Wandererparkplatz L 97 Kolonnenweg, auf den am 8. Dezember 2023 eingeweihten Heiko Runge Gedenkstein.
Das Grenzmuseum Sorge wird vom gleichnamigen Verein betreut und ist seit 2006 als Nr. 46 in das System der Stempelstellen der Harzer Wandernadel einbezogen.
Das ehemalige Bahnhofsgebäude in der Ortslage Sorge wird seit Gründung des Grenzmuseum Sorge e.V. als Museum genutzt. Der Arbeitsname ist „Kleines Grenzmuseum“ und zeigt Ausstellungsstücke aus dem Alltag der Grenztruppen der DDR und der Bewohner des Grenzgebiets.
Der Grenzmuseum Sorge e.V. hat neben dem Heiko Runge Gedenkstein, zudem am 9. November 2024, in Zusammenarbeit mit dem Tourismusbetrieb der Stadt Oberharz am Brocken, drei digitale Rundwanderwege in der Grenzlandschaft Sorge eingeweiht, welche vor Ort auf Schautafeln oder über die Internetseiten des Tourismusbetriebes und des Grenzvereins abrufbar sind.